# Mitahara
Mitahara (en sánscrito: मिताहार, AITS: Mitāhāra) literalmente significa el hábito de alimentación moderada. Mitahara es también un concepto en filosofía india, particularmente en Yoga, que integra la atención sobre los alimentos, la bebida, una dieta equilibrada, los hábitos de consumo y su efecto en el cuerpo y la mente de la persona. Ocupa el noveno lugar dentro de los diez yamas o restricciones en los textos hinduistas antiguos.

## Etimología y origen
La palabra en sánscrito Mitahara puede traducirse como 'alimentarse de manera moderada':
- Mita (en sánscrito: मित, AITS: mita), que significa 'medida, moderada, escasa, frugal, pequeña, corta, breve'[4]
- Ahara (en sánscrito: आहार, AITS: āhāra), que significa 'tomar alimentos'[5]

### Origen
El concepto de mitahara se encuentra en el Darshana Upanishad, uno de los dieciséis Upanishads más antiguos y de base para la filosofía hindú.
En el primer khanda o capítulo, se enumeran también los diez tipos de restricciones o yamas: ahiṃsā (no violencia), satya (verdad), brahmacharya (ascetismo), daya (compasión), arjava (sinceridad, franqueza y no hipocresía), asteya (no robar en acto, palabra o pensamiento), kṣamā (perdón), dhrti (firmeza, determinación, constancia), mitāhāra (moderación en la alimentación) y saucha (pureza en la mente, palabra y el cuerpo). Las diez yamas representan un conjunto de reglas éticas necesarias para el objetivo final del yoga: el autoconocimiento y la realización de la identidad del alma (Atman) con la realidad universal (Brahman). Sobre mitāhāra, el shloka (verso) 19 del capítulo uno expone:

अल्पमृष्टाशनाभ्यां च चतुर्थांशावशेषकम् ।

तस्माद्योगानुगुण्येन भोजनं मितभोजनम् ॥ १९॥
Es mitāhāra — alimentación moderada — la ingesta de alimentos que sean apropiados para el yoga, no muy elaborados y dejando vacía una cuarta parte (del estómago).
Primer khanda: shloka 19.
Darshana Upanishad

Algunas de las primeras ideas sobre mitāhāra se remontan al Taitiriya Upanishad, que en varios versos discute la importancia de la comida para una vida saludable, el ciclo de la vida,  así como su papel en el cuerpo y su efecto en uno mismo (Brahman, Atman, Espíritu).  El Upanishad, afirma Stiles, señala que «de la comida brota la vida, de la comida se sostiene y en la comida se funde cuando la vida se va».

## Conceptos relacionados
El concepto de Mitahara es discutido en más de 30 textos diferentes del hinduismo antiguo y medieval. Aun así, algunos textos utilizan una palabra diferente y concepto para la idea de «dieta moderada y prestando atención a qué uno come y bebe». Por ejemplo, Śivayogadīpikā utiliza el término niyatāshana (previsto, comer de manera planeada), mientras Dattatreyasaṃhitā utiliza laghrāhāra (comer ligeramente, porciones pequeñas de diverso tipo).